# Сетчатоглазки
Сетчатоглазки (лат. Nyctimystes) — род бесхвостых земноводных из семейства квакш.

## Классификация
На январь 2023 года в род включают 44 вида:
- Nyctimystes avocalis Zweifel, 1958 — Безголосая сетчатоглазка
- Nyctimystes bivocalis Kraus, 2012
- Nyctimystes brevipalmatus (Tyler, Martin & Watson, 1972)
- Nyctimystes calcaratus Menzies, 2014
- Nyctimystes cheesmani Tyler, 1964 — Бурая сетчатоглазка
- Nyctimystes cryptoch Kraus, 2012
- Nyctimystes daymani Zweifel, 1958 — Бугорчаторукая сетчатоглазка
- Nyctimystes disruptus Tyler, 1963 — Зеленоглазая сетчатоглазка
- Nyctimystes dux (Richards and Oliver, 2006)
- Nyctimystes eucavatus Menzies, 2014
- Nyctimystes fluviatilis Zweifel, 1958 — Бугорчатоногая сетчатоглазка
- Nyctimystes foricula Tyler, 1963 — Зелёная сетчатоглазка
- Nyctimystes gramineus (Boulenger, 1905) — Травянистая литория
- Nyctimystes granti (Boulenger, 1914) — Сетчатая сетчатоглазка
- Nyctimystes gularis Parker, 1936 — Зубчаторукая сетчатоглазка
- Nyctimystes humeralis (Boulenger, 1912) — Большая сетчатоглазка
- Nyctimystes hunti (Richards et al., 2006)
- Nyctimystes infrafrenatus (Gunther, 1867) — Длинноногая литория
- Nyctimystes intercastellus Kraus, 2012
- Nyctimystes kubori Zweifel, 1958 — Песочная сетчатоглазка
- Nyctimystes kuduki Richards, 2007
- Nyctimystes latratus Menzies, 2014
- Nyctimystes lubisi (Oliver, Gunther, Tjaturadi, and Richards, 2021)
- Nyctimystes montanus (Peters & Doria, 1878) — Горная сетчатоглазка
- Nyctimystes multicolor (Gunther, 2004)
- Nyctimystes myolae Menzies, 2014
- Nyctimystes narinosus Zweifel, 1958 — Тупомордая сетчатоглазка
- Nyctimystes nullicedens (Kraus, 2018)
- Nyctimystes obsoletus (Lonnberg, 1900) — Малая сетчатоглазка
- Nyctimystes ocreptus Menzies, 2014
- Nyctimystes pallidofemora (Kraus, 2018)
- Nyctimystes papua (Boulenger, 1897) — Папуанская сетчатоглазка
- Nyctimystes perimetri Zweifel, 1958 — Луизиадская сетчатоглазка
- Nyctimystes persimilis Zweifel, 1958 — Полосатоногая сетчатоглазка
- Nyctimystes pterodactyla (Oliver, Richards, and Donnellan, 2019)
- Nyctimystes pulcher (Wandolleck, 1911) — Тихая сетчатоглазка
- Nyctimystes purpureolatus (Oliver et al., 2007)
- Nyctimystes sanguinolenta (Van Kampen, 1909) — Плоскомордая литория
- Nyctimystes sauroni (Richards and Oliver, 2006)
- Nyctimystes semipalmatus Parker, 1936 — Шпорцевая сетчатоглазка
- Nyctimystes trachydermis Zweifel, 1983 — Шероховатая сетчатоглазка
- Nyctimystes traunae Menzies, 2014
- Nyctimystes tyleri Zweifel, 1983 — Сетчатоглазка Тайлера
- Nyctimystes zweifeli Tyler, 1967 — Сетчатоглазка Звайфела